# Klapperstein

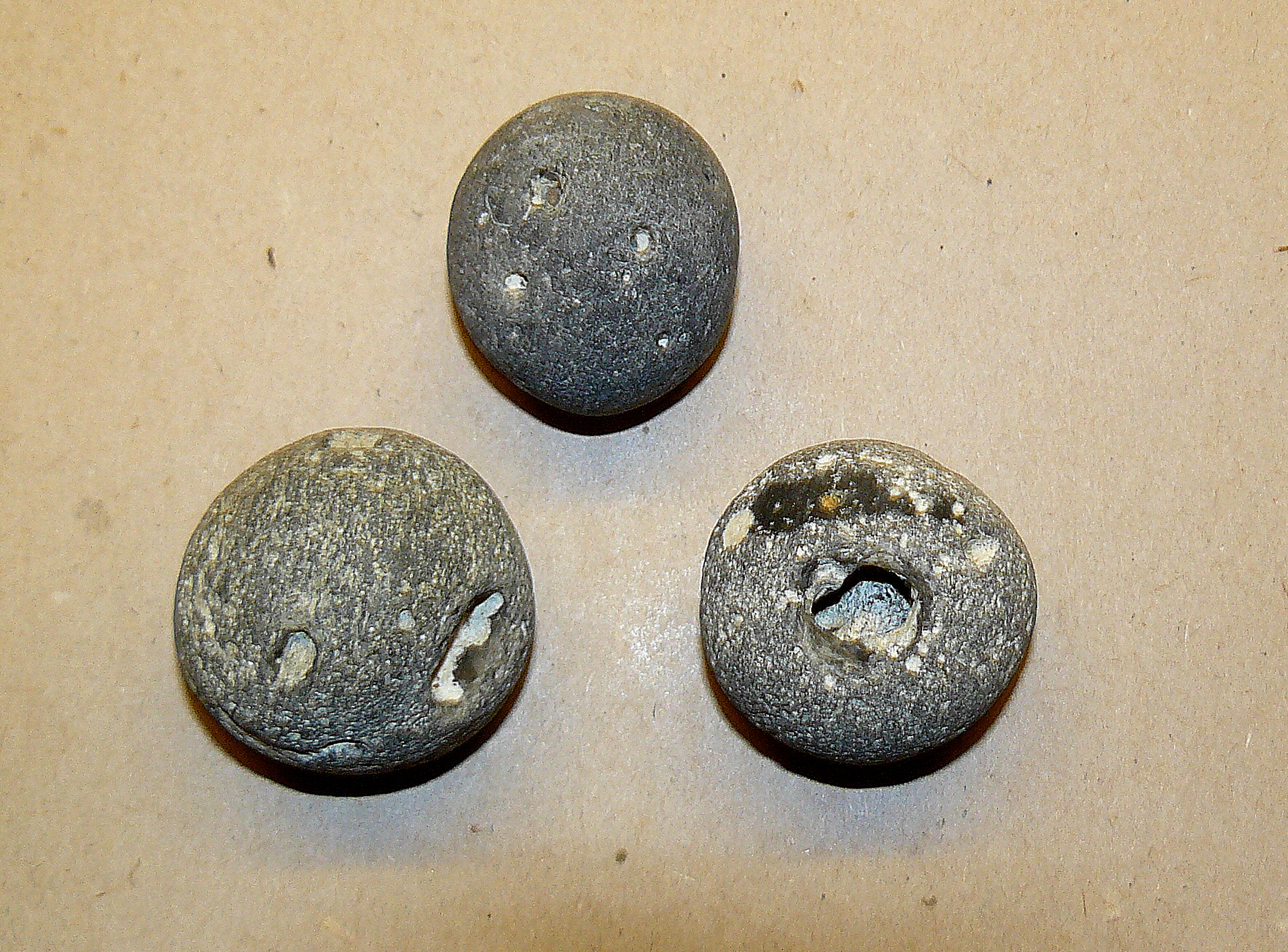
Feuerstein mit dem Hornkieselschwamm Plinthosella squamosa. Rechts im Bild ein echter Klapperstein.

Als Klappersteine werden kugelförmige Feuersteingerölle bezeichnet, in deren Inneren sich ein Hohlraum mit frei beweglichen Resten des fossilen Hornkieselschwamms Plinthosella squamosa befindet. Die meisten Kugeln haben einen Durchmesser von etwa vier bis sieben Zentimetern, wobei einzelne Exemplare auch deutlich größer sein können.

## Entstehung
Das Diatomit des Kieselschwammskeletts bildete in der Oberkreide (Schreibkreide) die Grundlage zur Entstehung der Feuersteinkugeln, die in anstehender Schreibkreide, beispielsweise auf den Ostseeinseln Rügen und Møn, und im quartären Geschiebe zu finden sind. Zu Lebzeiten besaß der Schwamm zahlreiche wurzelartige Auswüchse, zwischen die sich nach dessen Tod feinster Kalkschlamm (Kreide) setzte. Um ihn lagerte sich mit der Zeit kugelförmig Feuerstein an. Die Flintschale hat zumeist mit bloßem Auge gut erkennbare Öffnungen, die von Auswüchsen des Kieselschwamms, zum Beispiel seinem kurzen Stiel, herrühren. Diese Öffnungen boten dem Meerwasser später einen idealen Angriffspunkt, um in den Innenraum der Flintkugel einzudringen, und zunächst die sich dort befindlichen Kreidereste auszuspülen. Mit der Zeit lösten sich auch die mit dem Innenrand der Feuersteinkugel verbundenen Skelettteile des Kieselschwamms auf. Es verbleibt ein ebenfalls kugelförmiger, jetzt lose in der Feuersteinkugel liegender fossiler Schwammrest, der sich im Innenraum frei bewegen kann. Wird ein solcher Stein aufgenommen und geschüttelt, ist das Klappern des sich hin und her bewegenden Schwammrestes zu hören – daher der Name Klapperstein. Die meisten Kugeln klappern allerdings nicht, weil sich entweder der Schwammrest noch nicht von der Feuersteinumhüllung gelöst hat oder sich unter dem Einfluss des eindringenden Meerwassers bereits vollständig aufgelöst hat.
Klappersteine im eigentlichen Sinne, also Feuersteinkugeln, in denen sich die fossilen Reste des Kieselschwamms frei bewegen, können aufgrund der geschilderten Entstehungsbedingungen in der Schreibkreide selbst nicht gefunden werden. Sie treten aber überall im Geschiebe Norddeutschlands und Dänemarks in Aufschlüssen (zum Beispiel Kiesgruben) und an Stränden auf, sind allerdings nicht häufig.

## Verwendung
Die Feuersteinkugeln wurden einst lokal, z. B. an der französischen Kanalküste, als Mahlsteine verwendet. Auf der dänischen Insel Møn sollen größere kugelförmige Flinte auch als Kanonenkugeln eingesetzt worden sein.
Außerdem wurde dem Klapperstein im Mittelalter eine schwangerschaftsschützende Wirkung zugeschrieben, sodass ihn häufig Schwangere zum Schutz vor Frühgeburten am linken Handgelenk trugen.